# Kwesi Osei-Adjei
Pour les articles homonymes, voir Osei et Adjei.
Kwesi Osei-Adjei (né en 1949), est un homme politique ghanéen. Ministre des Affaires étrangères du Ghana depuis le 31 juillet 2007, succédant à Nana Addo Dankwa Akufo-Addo.